# Dupondi

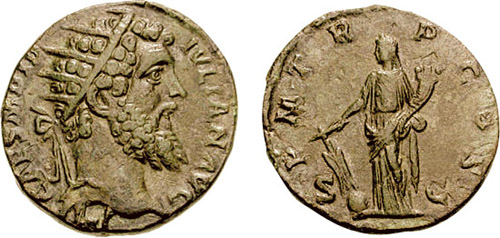
Dupondi de Didi Julià de 192 en el qual s'aprecia com el bust imperial porta una corona radiada, mentre que en revers apareix la imatge de Fortuna com Fortuna Redux.

Dupondi (llatí: Dupondius) era una moneda romana que es va encunyar durant l'Imperi Romà, coneguda també com a as doble. Era equivalent a dos asos o mig sesterci i era de llautó. Sota la República, el dupondius era una moneda de bronze fosa amb un valor equivalent a dues lliures romanes.
A partir de la reforma monetària d'August de 23 aC va ser sempre encunyat en bronze, i, per a distingir-la de l'as i del sesterci, que, des de Neró, moltes vegades tenien mòduls similars, el bust del personatge de l'anvers sempre apareixia coronat amb una corona radiada, similar a la qual portava el déu-sol Helios.
En principi, en ser una moneda de bronze o fraccionària, va ser encunyada pels triumviri monetales a les ordres del Senat, i, encara que va ser rar, sota August, es va concedir a algunes colònies i municipis el dret d'emetre dupondis. A partir dels Antonins, va ser encunyat directament per l'administració imperial.
L'anvers del dupondi portava freqüentment gravada la figura d'Annona, deessa romana de la collita i la provisió de gra, i símbols relacionats: espigues, banya de l'abundància, modius de blat i bucs comercials. Aquests eren símbols freqüents que acompanyaven la representació de la deessa Annona que indicaven el comerç, la prosperitat i l'abundància. La paraula «annona» podia significar també «provisió de queviures».
El dupondis va deixar d'encunyar-se al llarg del segle iii.